# Michael Bedard

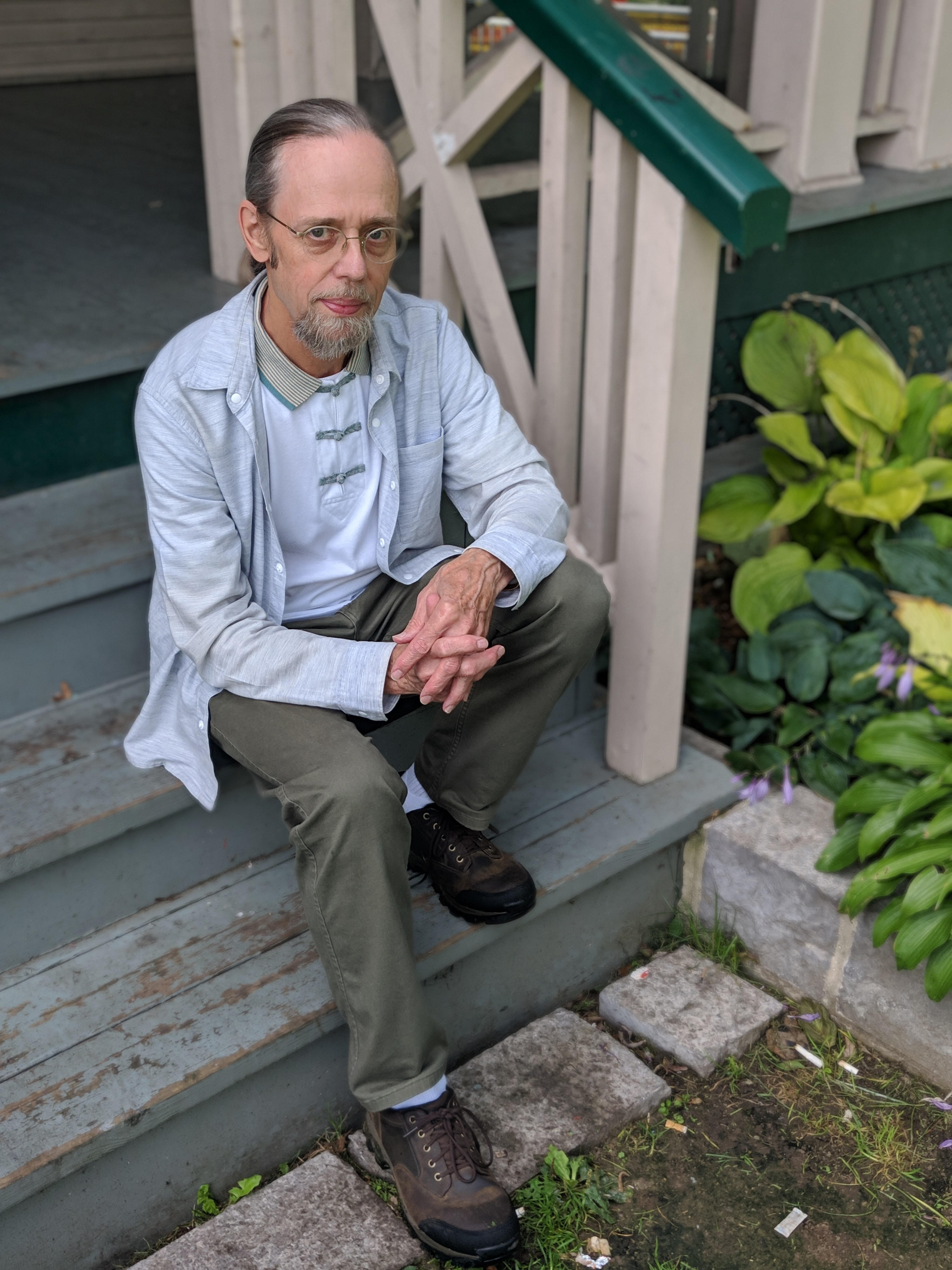
Michael Bedard

Michael Bedard (geboren am 26. Juni 1949 in Toronto) ist ein kanadischer Schriftsteller.

## Leben
Bedard wuchs in Toronto auf und studierte an der University of Toronto Philosophie und Anglistik. Er schloss das Studium 1971 mit einem Bachelortitel ab. Anschließend arbeitete er als Bibliothekar am St. Michael’s College (University of Toronto) und ab 1978 als Angestellter in einer kleinen Druckerei, wodurch er an einen Verleger für seine ersten beiden Bücher (Woodsedge and Other Tales und Pipe and Pearls) kam. Er hatte zu schreiben begonnen, nachdem er durch seinen früheren Lehrer auf die Werke von Emily Dickinson und T. S. Eliot aufmerksam gemacht wurde.
Bedard lebt in Toronto. Er betätigt sich als Autor von Romanen, Biografien und Nacherzählungen berühmter Märchengeschichten. Er wurde mit mehreren kanadische Buchpreisen ausgezeichnet.

## Woodsedge and Other Tales
Nachdem Bedard sich rund 10 Jahre lang auch dem Schreiben von eigenen Gedichten gewidmet hatte, brachte er sein erstes Buch heraus, das sich speziell an eine junge Lesergruppe richtete. Woodsedge and Other Tales ist ebenso wie Pipe and Pearls eine Sammlung von „fairy tales“, also Märchenerzählungen. Da er zu dieser Zeit in einer kleinen Druckerei arbeitete, und sich dort mit dem Layout und der Herstellung von Büchern beschäftigte, kam ihm die Idee selbst eines herauszugeben. Dabei spielten für ihn insbesondere die Illustrationen eines Buches eine wichtige Rolle. Zu den bildlichen Vorstellungen machte er sich Notizen und baute die Handlung darauf auf.

## Emily
In dem Bilderbuch Emily, das Bedard gemeinsam mit Barbara Cooney entwarf, wird die Geschichte eines kleinen Mädchens erzählt, das in direkter Nachbarschaft mit der öffentlichkeitsscheuen Emily Dickinson lebt. Die Geschichte beginnt kurz nachdem das Mädchen mit seinen Eltern in das Haus gegenüber der Dickinsons eingezogen ist, in dem Emily mit ihrer Schwester wohnt. Als die Mutter des Mädchens im Frühjahr von den Dickinsons eingeladen wird, um ihnen auf dem Klavier vorzuspielen, beginnt sich das Kind im Haus umzuschauen. Hier trifft sie auf Emily und tauscht mit ihr zwei Lilienknollen gegen das Gedicht, das Emily soeben zu den Klängen der Musik verfasst hat. Beide halten ihre Geschenke so lange geheim, bis sie am Ende der Geschichte erblühen.

## Publikationen (Auswahl)
- Woodsedge and Other Tales. Gardenshore Press, Toronto 1979, ISBN 0-920134-02-5.
- Pipe and Pearls. Gardenshore Press, Toronto 1980, ISBN 0-920134-03-3.
- A Darker Magic. Atheneum, New York 1987, ISBN 0-689-31342-X.
- The Lightening Bolt. Oxford University Press, Toronto 1989, ISBN 0-19-540732-6.
- The Tinder Box. (Nacherzählung von Hans Christian Andersens Märchen Den lille Pige med Svovlstikkerne) Oxford University Press, Toronto 1990, ISBN 0-19-540767-9.
- Redwork. Atheneum, New York 1990, ISBN 0-689-31622-4.
- The Nightingale. (Nacherzählung von Hans Christian Andersens Märchen Nattergalen) Clarion Books, New York 1991, ISBN 0-395-60735-3.
- mit Barbara Cooney: Emily. (= A Doubleday book for young readers.) Delacorte Press, New York 1992, ISBN 0-385-30697-0.
- Painted Devil. Atheneum / Maxwell Macmillan International, New York 1994, ISBN 0-689-31827-8.
- Glass Town: The Secret World of the Brontë Children. Atheneum Books for Young Readers, New York 1997, ISBN 0-689-81185-3.
- The Divide. (Chronik über das Leben Willa Cathers). Bantam Doubleday Dell Pub. Group, New York 1997, ISBN 0-385-32124-4.
- The Clay Ladies. Tundra Books, Toronto 1999, ISBN 0-88776-385-5.
- The Wolf of Gubbio. Stoddart Kids, Toronto / New York 2000, ISBN 0-7737-3250-0.
- Stained Glass. Tundra Books, Toronto/Plattsburgh 2001, ISBN 0-88776-552-1.
- The Painted Wall and Other Strange Tales. (Adaption zum Liao-Chai von Pu Sung-ling). Tundra Books, Toronto/Plattsburgh 2003, ISBN 0-88776-652-8.
- William Blake: The Gates of Paradise. (Chronik über das Leben William Blakes). Tundra Books, Toronto 2006, ISBN 0-88776-763-X.
- The Green Man. Tundra Books, Toronto 2012, ISBN 978-1-77049-511-1.

## Auszeichnungen (Auswahl)
- 1990/91: Redwork Governor General’s Literary Award, Kanada;[5] Canadian Library Association Book of the Year Award for Children;[6] IODE Violet Downey Book Award[7]
- 1991: The Nightingale IODE Children’s Book Award[8][9]
- 1999: The Clay Ladies IODE Children’s Book Award[8][9]
- 2013: The Green Man IODE Violet Downey Book Award[7]